# Baby Lillian Wade
Pour les articles homonymes, voir Wade.
Baby Lillian Wade (née Mary Lillian Wade le 7 juillet 1907 à Arapohe County, dans le Colorado, et morte le 5 mai 1990 à Los Angeles, en Californie), est une enfant-actrice américaine.

## Biographie
Baby Lillian Wade commence sa carrière en 1911, à l'âge de quatre ans et la finit en 1918.

## Filmographie partielle
- 1911 : Old Billy
- 1911 : Captain Brand's Wife
- 1911 : One of Nature's Noblemen
- 1911 : A Modern Rip
- 1911 : The Heart of John Barlow
- 1912 : A Reconstructed Rebel
- 1912 : The Shuttle of Fate
- 1912 : The God of Gold
- 1912 : Me an' Bill
- 1912 : In Exile
- 1912 : The Lake of Dreams
- 1912 : The Man from Dragon Land
- 1912 : The Box Car Baby
- 1912 : Kings of the Forest
- 1913 : The Lipton Cup: Introducing Sir Thomas Lipton de Lem B. Parker
- 1913 : A Little Child Shall Lead Them de Lem B. Parker
- 1913 : Greater Wealth
- 1913 : A Little Hero
- 1913 : When the Circus Came to Town
- 1913 : Hope
- 1913 : Wamba, a Child of the Jungle
- 1913 : When Lillian Was Little Red Riding Hood
- 1913 : The Burglar Who Robbed Death de Lem B. Parker
- 1913 : The Acid Test
- 1913 : Love Before Ten
- 1913 : Only Five Years Old de Lem B. Parker
- 1913 : The Probationer
- 1913 : The Tide of Destiny
- 1914 : In Defiance of the Law
- 1914 : Elizabeth's Prayer
- 1914 : In Tune with the Wild
- 1918 : Little Orphant Annie de Colin Campbell